# Ненасильственное сопротивление гражданского населения Украины в ходе вторжения России

В ходе вторжения России на Украину в 2022 году отмечен ряд фактов ненасильственного сопротивления гражданского населения. Местные жители организовывали протесты против вторжения России и перекрывали движение российской военной техники; в ответ на это российские военные открывали предупредительный огонь в толпе протестующих людей и, по данным следствия, ранили нескольких протестующих.

## Хронология событий
24 февраля широкое медийное освещение получил случай конфронтации жительницы Геническа с вооружённым солдатом российской армии.
27 февраля российские танки были приостановлены живой цепью из жителей города Корюковка в Черниговской области.
28 февраля жители Днепрорудного заблокировали проезд российского конвоя. Заявлялось, что в блокаде дороги принимал участие мэр города Евгений Матвеев, позднее (13 марта) похищенный российскими войсками. В тот же день прошли протесты в Бердянске.
2 марта в Энергодаре работники атомной электростанции совместно с местными жителями блокировали проезд российской техники к станции. В тот же день жители Мелитополя организовали мирный несколькотысячный протест под украинскими флагами, обвинив российских солдат в обстрелах и грабежах магазинов; протестующие блокировали проезд военной техники. В дальнейшем в Мелитополе до 10 марта шествия по центру города повторялись ежедневно, и 11 марта, после похищения мэра города Ивана Фёдорова и назначения представителями российских военных исполняющей обязанности мэра города Галины Данильченко, жители города вышли на митинг с требованием освободить официального мэра. Однако в последующие дни разгоны митингов активизировались, и к 23 марта митинги сошли на нет.
2 марта также были опубликованы видео с протестов, прошедших в Конотопе и Херсоне.
5 марта около 2000 жителей Херсона вышли на митинг против российской оккупации с украинскими флагами; сообщалось о предупредительных выстрелах со стороны российских военных. «Би-би-си» со ссылкой на местные источники сообщили, что российские солдаты имеют список украинских активистов, которых они хотят выкрасть. По заявлению генштаба ВСУ, в ходе протестов было задержано как минимум 400 граждан Украины.
В те же дни проходили выступления в Новой Каховке, Каховке, Голой Пристани, Скадовске, Олешках, Геническе, Новотроицком, Чаплинке, Каланчаке, Новоалексеевке, Краматорске и Старобельске.
Массовые протесты против российской оккупации Херсона в дальнейшем проводились местными жителями регулярно (до 10 марта выступления в городе проходили ежедневно, 21 марта в ходе протеста жители перекрывали дорогу военной технике; по его завершении было заявлено о раненых протестующих), однако из-за разгонов митингов и похищений их участников, проводившихся российскими военными, к апрелю они почти прекратились.
7 марта прошло проукраинское шествие в Чаплынке под Херсоном.
В Бердянске 20 марта прошли протестные акции, в ходе которых сообщалось об избиении протестующих российскими военными.
Также 20 марта масштабные протесты прошли в Херсоне и Энергодаре, в котором протестующие требовали освобождения похищенного вице-мэра Ивана Самойдюка.
26 марта проходили протесты в Славутиче. Сообщалось, что они разгонялись стрельбой в воздух и шумовыми гранатами.
2 апреля происходили выступления в Энергодаре, сообщалось о взрывах, плотном задымлении и о ранении четырёх человек.
3 апреля протестное шествие в Каховке разгонялось стрельбой, сообщалось о раненых гражданских.
10 апреля митинг в Херсоне был разогнан российскими военными.
27 апреля снова происходили протесты в Херсоне; несколько десятков херсонцев собрались на акцию на центральной площади. Российские военные разогнали митинг шумовыми и газовыми гранатами.
20 мая в Энергодаре сотрудники пожарных служб вышли на протест против похищения начальника пожарно-спасательного отряда Виталия Трояна.

### События на территориях непризнанных республик
Сообщалось о проходивших в середине мая протестных акциях против принудительной мобилизации гражданского населения в городах непризнанных Донецкой и Луганской Народных Республик; также сообщалось о массовом укрытии призывников, а также о единичных независимых протестах.
16 мая, после обращений жён и матерей мобилизованных жителей ДНР, с аналогичными требованиями (вернуть их мужей и сыновей, служивших в подразделениях, разбитых ВСУ в Харьковской области) выступили женщины из ЛНР.